# Nomen nescio
Nomen nescio (скраћено N. N.) је латински израз који се користи да означи непознату особу. Долази од латинских речи nomen — „име”, и nescio — „не знам” (од nescire — „не знати”), и дословно значи „не знам име”. Преводи се и као „име непознато“.
У неким земљама, попут Србије, у правосудној и полицијској терминологији, Н. Н. лице или Н. Н. починилац се користи за именовање особе која још увек није идентификована. Тако је на пример могуће поднети кривичну пријаву против Н. Н. лица. Једна од употреба овог израза је заштита идентитета особе приликом извештавања неком злочину. У Холандији, полиција осумњиченом који одбије да каже своје име даје Н. Н. број. У Немачкој, и Белгији, Н. Н. се често може видети у плану предавања за курс на универзитету, што значи да ће курс бити одржан али се још увек не зна ко ће бити предавач; у овом случају се скраћеница понекад интерпретира као nomen nominandum — „име ће тек бити објављено”.
Н. Н. се често користи у исписима резултата шаховских партија, не само када је учесник партије заиста непознат, већ и када се слабији играч среће са мајстором, на пример у симултанкама.